# Manuel Marras
Manuel Marras (Genova, 9 luglio 1993) è un calciatore italiano, ala o attaccante della Reggiana.

## Biografia
Di origine sarda (suo nonno Tino era di Padria, in provincia di Sassari ed emigrò in Liguria per cercare lavoro), nasce a Genova

## Caratteristiche tecniche
È un'ala destra.

## Carriera
La sua trafila delle giovanili è iniziata nel Savona, è proseguita nel Genoa ed è terminata allo Spezia, quando nel 2011 è stato promosso in prima squadra. Con il club bianconero ha debuttato fra i professionisti disputando l'incontro di Lega Pro vinto 2-1 contro il Südtirol il 4 dicembre dello stesso anno. Nel corso della stagione è stato utilizzato prevalentemente in Coppa Italia Lega Pro, dove ha contribuito alla conquista del trofeo con 3 reti in 6 partite disputate.
Nelle successive tre stagioni è stato ceduto in prestito a Rimini, Savona e Südtirol, prima di passare a titolo definitivo all'Alessandria nel 2015. Con il club piemontese ha disputato due stagioni da titolare collezionando oltre 70 presenze e partecipando alla cavalcata che ha portato il club a giocarsi la semifinale di Coppa Italia contro il Milan nella stagione 2015-2016. In particolare si è reso protagonista negli ottavi di finale segnando la rete del momentaneo 1-0 e fornendo l'assist a Riccardo Bocalon per il gol del definitivo 2-1 contro il Genoa.
Nel 2017, dopo essere stato in trattativa con moltissimi club di Serie B è passato al Trapani in Serie C. In campionato si rivelerà il protagonista della squadra amaranto, con 3 reti in 33 presenze risultando uno dei miglior assist man dei campionati professionistici italiani con 14 assist, ma la squadra non riuscirà ad ottenere la promozione. L'anno seguente, fortemente voluto  dall'allenatore Giuseppe Pillon, che lo aveva già avuto come calciatore ad Alessandria nella stagione 2016-17, viene acquistato dal Pescara, disputando per la prima volta in carriera il campionato di Serie B. Marras sarà uno dei protagonisti del campionato del Pescara risultando titolare inamovibile con 7 assist in 31 partite. Il Pescara verrà eliminato in semifinale playoff dal Verona che sarà promosso poi in serie A.  
Il 2 luglio 2019 passa a titolo definitivo al Livorno. Marras disputerà la sua stagione migliore con 8 gol e 6 assist in 26 gare ma la squadra labronica a fine retrocederà in Serie C, anche a causa dei forti problemi societari che la colpiranno. Il 15 settembre 2020 firma con il Bari, in Serie C. Segna il suo primo gol con la maglia biancorossa nella vittoria esterna 4-1 sul Potenza, siglando una doppietta. Conclude la stagione con 32 presenze, 7 reti e 6 assist, con la squadra pugliese che sarà eliminata agli ottavi di finale dei play-off.
Dopo aver collezionato 14 presenze e un gol nella prima parte della sua seconda stagione al Bari, il 28 gennaio 2022 passa in prestito con obbligo di riscatto in caso di salvezza al Crotone. In 15 presenze, nel solo girone di ritorno del campionato di Serie B 2021-2022 realizzerà 3 gol e metterà a referto 4 assist. Dopo la retrocessione in Serie C dei pitagorici fa ritorno al Bari dove però rimane fuori rosa.
Il 18 gennaio 2023 passa in prestito fino a fine stagione al Cosenza, in Serie B. Colleziona 15 presenze con 1 gol e 3 assist risultando una pedina inamovibile nello schieramento di Viali. Dal suo arrivo il Cosenza, ultimo in classifica, scala le posizioni e anche grazie alle sue prestazioni ottiene una difficile salvezza nello spareggio play-out contro il Brescia. Terminata la stagione con i rossoblù, l'11 agosto 2023, dopo la scadenza del prestito, il cartellino del calciatore viene acquistato dal club silano a titolo definitivo.
Nella stagione 2023/2024 si conferma determinante nella nuova salvezza del Cosenza, prima sotto la guida di Caserta e nella parte finale del campionato di nuovo sotto la guida di Viali, mettendo a referto 2 gol e 7 assist in 33 presenze. Il gol della vittoria contro il Lecco, realizzato con una spettacolare sforbiciata, viene premiato come il miglior gol di ottobre 2023 della serie BKT. Le diverse presenze nella Top XI della Lega B confermano Manuel Marras come uno dei calciatori più forti nel suo ruolo in serie B.
Il 30 agosto 2024 viene acquistato dalla Reggiana.

## Statistiche

### Presenze e reti nei club
Statistiche aggiornate al 13 maggio 2025.
| Stagione           | Squadra            | Campionato         | Campionato | Campionato | Coppe nazionali | Coppe nazionali | Coppe nazionali | Coppe continentali | Coppe continentali | Coppe continentali | Altre coppe | Altre coppe | Altre coppe | Totale | Totale | Totale |
| Stagione           | Squadra            | Comp               | Pres       | Reti       | Comp            | Pres            | Reti            | Comp               | Pres               | Reti               | Comp        | Pres        | Reti        | Pres   | Reti   |        |
| ------------------ | ------------------ | ------------------ | ---------- | ---------- | --------------- | --------------- | --------------- | ------------------ | ------------------ | ------------------ | ----------- | ----------- | ----------- | ------ | ------ | ------ |
| 2011-2012          | Spezia             | 1D                 | 2          | 0          | CI+CI-LP        | 0+4             | 0               | -                  | -                  | -                  | SdL-1D      | 0           | 0           | 6      | 0      |        |
| 2012-2013          | Rimini             | 2D                 | 21+3       | 3          | CI-LP           | 0               | 0               | -                  | -                  | -                  | -           | -           | -           | 24     | 3      |        |
| 2013-2014          | Savona             | 1D                 | 19+2       | 0          | CI+CI-LP        | 2+1             | 0+1             | -                  | -                  | -                  | -           | -           | -           | 24     | 1      |        |
| 2014-2015          | Südtirol           | LP                 | 34         | 5          | CI+CI-LP        | 2+1             | 0               | -                  | -                  | -                  | -           | -           | -           | 37     | 5      |        |
| 2015-2016          | Alessandria        | LP                 | 29+1       | 2          | CI+CI-LP        | 6+1             | 1+0             | -                  | -                  | -                  | -           | -           | -           | 37     | 3      |        |
| 2016-2017          | Alessandria        | LP                 | 31+5       | 3+1        | CI+CI-LP        | 2+0             | 0               | -                  | -                  | -                  | -           | -           | -           | 38     | 4      |        |
| Totale Alessandria | Totale Alessandria | Totale Alessandria | 60+6       | 5+1        |                 | 9               | 1               |                    | -                  | -                  |             | -           | -           | 75     | 7      |        |
| 2017-2018          | Trapani            | C                  | 33+2       | 3          | CI+CI-C         | 0+1             | 0               | -                  | -                  | -                  | -           | -           | -           | 36     | 3      |        |
| 2018-2019          | Pescara            | B                  | 31+2       | 0          | CI              | 0               | 0               | -                  | -                  | -                  | -           | -           | -           | 33     | 0      |        |
| 2019-2020          | Livorno            | B                  | 26         | 8          | CI              | 0               | 0               | -                  | -                  | -                  | -           | -           | -           | 26     | 8      |        |
| 2020-2021          | Bari               | C                  | 32+3       | 7+1        | CI              | 2               | 1               | -                  | -                  | -                  | -           | -           | -           | 37     | 9      |        |
| 2021-gen. 2022     | Bari               | C                  | 10         | 1          | CI-C            | 1               | 0               | -                  | -                  | -                  | -           | -           | -           | 11     | 1      |        |
| gen.-giu. 2022     | Crotone            | B                  | 15         | 3          | CI              | -               | -               | -                  | -                  | -                  | -           | -           | -           | 15     | 3      |        |
| 2022-gen. 2023     | Bari               | B                  | 0          | 0          | CI              | 0               | 0               | -                  | -                  | -                  | -           | -           | -           | 0      | 0      |        |
| Totale Bari        | Totale Bari        | Totale Bari        | 42+3       | 8+1        |                 | 3               | 1               |                    | -                  | -                  |             | -           | -           | 48     | 10     |        |
| gen.-giu. 2023     | Cosenza            | B                  | 15+1       | 1          | CI              | -               | -               | -                  | -                  | -                  | -           | -           | -           | 16     | 1      |        |
| 2023-2024          | Cosenza            | B                  | 33         | 2          | CI              | 1               | 0               | -                  | -                  | -                  | -           | -           | -           | 34     | 2      |        |
| Totale Cosenza     | Totale Cosenza     | Totale Cosenza     | 48+1       | 3          |                 | 1               | 0               |                    | -                  | -                  |             | -           | -           | 50     | 3      |        |
| 2024-2025          | Reggiana           | B                  | 28         | 0          | CI              | -               | -               | -                  | -                  | -                  | -           | -           | -           | 28     | 0      |        |
| Totale carriera    | Totale carriera    | Totale carriera    | 359+19     | 38+2       |                 | 24              | 3               |                    | -                  | -                  |             | -           | -           | 402    | 43     |        |

## Palmarès

### Club

#### Competizioni nazionali
- Lega Pro Prima Divisione: 1

Spezia: 2011-2012 (girone A)
- Coppa Italia Lega Pro: 1

Spezia: 2011-2012
- Supercoppa di Serie C: 1

Spezia: 2012